# Amélanchier gracieux
Amelanchier amabilis
Espèce
Synonymes
- Amelanchier amabilis Wiegand[2]
- Amelanchier canadensis var. rotundifolia (Michx.) Torr. & A.Gray[2]
- Amelanchier huronensis Wiegand[2]
- Amelanchier rotundifolia (Michx.) M.Roem.[2]
- Amelanchier sanguinea var. sanguinea[2]
- Aronia sanguinea (Pursh) Nutt.[2]
- Mespilus canadensis var. rotundifolia Michx.[2]
- Pyrus sanguinea Pursh[2]

L’Amélanchier gracieux (Amelanchier amabilis) est une espèce de plantes à fleurs de la famille des Rosaceae. C'est un arbuste originaire d'Amérique du nord.

## Description
C'est un arbuste.
Les fruits sont noir violacé brillant.

## R2partition
Il est natif d'Amérique du nord, depuis le Québec et l'Ontario jusqu'à l'État de New York.

## Taxonomie
Plusieurs sources considèrent ce taxon comme invalide et lui préfère Amelanchier sanguinea (Pursh) DC., 1825.

## Liste des variétés
Selon Catalogue of Life (14 janvier 2020) :
- variété Amelanchier sanguinea var. gaspensis